# Пейдж, Мюрриел
Ламюрриел «Мюрриел» Пейдж (англ. LaMurriel "Murriel" Page; род. 18 сентября 1975 года, Лоуин, Миссисипи, США) — американская профессиональная баскетболистка, выступала в женской национальной баскетбольной ассоциации. Она была выбрана на драфте ВНБА 1998 года в первом раунде под общим третьим номером командой «Вашингтон Мистикс». Играла в амплуа тяжёлого форварда и центровой. По окончании спортивной карьеры вошла в тренерский штаб родной команды NCAA «Флорида Гейторс». А в настоящее время работает на должности ассистента главного тренера студенческой команды «Централ Мичиган Чиппевас».

## Ранние годы
Мюрриел Пейдж родилась 18 сентября 1975 года в городе Лоуин (штат Миссисипи), училась немного южнее в городе Бей-Спрингс в одноимённой средней школе, в которой выступала за местную баскетбольную команду.